# Jägerbataillon 1 Berlin
Das Jägerbataillon 1 Berlin – von 1990 bis 1997 unter dem Namen Jägerbataillon 581 – war ein Jägerverband des Deutschen Heeres. Es unterstand zunächst der Panzerbrigade 42 und ab 1997 dem Standortkommando Berlin, bevor es 2002 aufgelöst wurde.
2015 ist ein neuer Verband gleichen Namens aus dem Jägerregiment 1 entstanden.

## Geschichte

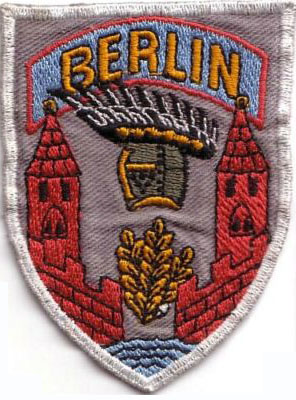
Verbandsabzeichen des Jägerbataillons 581

Das Jägerbataillon 581 bestand seit dem 7. Oktober 1990 und entstand überwiegend aus dem Personal des aufgelösten Wachregiments Friedrich Engels und Wachregiments Hugo Eberlein der Nationalen Volksarmee (NVA) sowie aus dem Ausbildungsunterstützungspersonal (West). Der Verband wurde der Panzerbrigade 42 Brandenburg (ehemals Heimatschutzbrigade 42) unterstellt. 
Am 14. November 1991 fand auf dem Kasernengelände Am Treptower Park, in der während der Kaiserzeit bereits das Telegraphen-Bataillon Nr. 1 der Preußischen Armee untergebracht war, der Aufstellungsappell des Jägerbataillons 581 statt. Es erfolgte die Verleihung der Truppenfahne und das erste Feierliche Gelöbnis. 
Im Herbst 1992 zog das Bataillon mit rund 750 Soldaten nach Berlin-Kladow in die ehemaligen Montgomery-Barracks der britischen Berlin Infantry Brigade und war damit der einzige Kampfverband in der Bundeshauptstadt. Auf dem Gelände wurden keine Schießübungen durchgeführt, stattdessen wurde der Truppenübungsplatz Döberitz genutzt. Am 14. September 1993 wurde die Kaserne in Blücher-Kaserne umbenannt. 
Am 8. September 1994 stellte das Jägerbataillon eine Ehrenformation am Allied Forces Day, der Militärparade zur Verabschiedung der Truppen aus Frankreich, Großbritannien und den USA aus Berlin auf der Straße des 17. Juni. 
Am 31. Mai 1996 repräsentierte das Jägerbataillon 581 zusammen mit dem Panzerbataillon 423 aus Brück eine Formation vor dem Schloss Charlottenburg beim ersten öffentlichen Gelöbnis in Berlin mit 286 Rekruten.
Im Juli und August 1997 wurden 458 Soldaten des Jägerbataillons, darunter zu 90 % Wehrpflichtige, während des Oderhochwassers 1997 eingesetzt.
Am 30. September 1997 erfolgte die Unterstellung des Verbandes von der Panzerbrigade 42 Brandenburg zum Standortkommando Berlin und die Umbenennung in Jägerbataillon 1 Berlin. Der Verband erhielt als einziger von den damals 178 Heeresbataillonen das Recht, zusätzlich den Stadtnamen seines Standortes zu führen.
Mehrfach erfolgte eine Verlegung des Verbandes in die Saaleck-Kaserne auf dem Truppenübungsplatz Hammelburg zur weiteren Ausbildung. Es folgten NATO-Einsätze im Rahmen der Implementation Force (IFOR) und Stabilisation Force (SFOR) in Bosnien und Herzegowina. 
1998 nahm als militärische Formation das Bataillon an Veranstaltungen zum 50. Jahrestag der Berliner Luftbrücke teil.
2000 gab es erste Pläne zur Auflösung des Bataillons mit 760 Soldaten und des Standorts Blücher-Kaserne. Es gab auch Pläne zum Umzug in die General-Steinhoff-Kaserne nach Berlin-Gatow.
Im April 2001 nahmen 90 Soldaten des Verbandes am NATO-Einsatz KFOR im Kosovo teil. Für den Kosovo-Einsatz wurden zuvor rund 30 Jäger auch zu Panzergrenadieren ausgebildet.
Am 6. September 2002 hat sich das Jägerbataillon 1 mit einem Großen Zapfenstreich und einem Auflösungsappell von der Berliner Bevölkerung verabschiedet. Die Bataillonsfahne wurde der 13. Panzergrenadierdivision Leipzig übergeben. Ab 2003 wurde die Blücher-Kaserne vom Lazarettregiment 31 (Sanitätskommando III in Weißenfels) (ehemals Lazarettregiment 1 aus Hildesheim) übernommen.

## Gliederung
- Bataillonsstab Jägerbataillon 1
- 1./ Jägerbataillon 1: Stabs- und Versorgungskompanie, aufgestellt am 7. Oktober 1990,
- 2./ Jägerbataillon 1: Jägerkompanie, aufgestellt am 2. Januar 1991,
- 3./ Jägerbataillon 1: Jägerkompanie, aufgestellt am 3. Oktober 1991,
- 4./ Jägerbataillon 1: Jägerkompanie, aufgestellt am 1. Januar 1992,
- 5./ Jägerbataillon 1: Schwere Jägerkompanie, aufgestellt am 1. April 1992.

## Kommandeure
- 7. Oktober 1990–31. Mai 1991: Major Benkel
- 1. Juni 1991–25. März 1993: Oberstleutnant Bernd Grumblies
- 26. März 1993–5. Januar 1995 Oberstleutnant Franz-Josef Paulus
- 6. Januar 1995–1997 Oberstleutnant Josef Blotz
- 1997–1999 Oberstleutnant Gert-Johannes Hagemann
- 1999–30. September 2001 Oberstleutnant Heiner Kindinger
- bis zur Auflösung 2002 Oberstleutnant Ingo Gnoyke

## Bewaffnung und Ausrüstung (Auswahl)
- Feldkanone 20 × 139 DM 5 mm (FK20)
- Mörser 120 mm
- Panzerabwehrlenkwaffe MILAN
- Gewehr G 3
- Gewehr G 36 (seit 1999)
- Pistole P8
- Panzerfaust 3
- MG3

## Neuaufstellung ab 2015
Das Jägerregiment 1 wurde im Rahmen des Stationierungskonzeptes 2011 umgegliedert. Die 4., 6. und 9. Kompanie in Hammelburg wurden formell aufgelöst, die 10. Kompanie in Schwarzenborn wurde in „Ausbildungs- und Unterstützungskompanie 1“ umbenannt und untersteht dem neuen Jägerbataillon 1. Das Regiment wurde Anfang 2013 truppendienstlich der Panzerbrigade 21 Lipperland in Augustdorf unterstellt, Standort des neu aufgestellten Jägerbataillon 1 ist Schwarzenborn. Zum 30. Juni 2015 wurde das Jägerregiment 1 formell aufgelöst, seit 1. Juli 2015 gibt es das neue JgBtl 1.